# Whitney Houston
Whitney Elizabeth Houston (ur. 9 sierpnia 1963 w Newark, zm. 11 lutego 2012 w Beverly Hills) – amerykańska piosenkarka muzyki pop i R&B, aktorka, producentka filmowa i muzyczna, aranżerka, autorka piosenek i modelka.
Jej solowy debiutancki album, zatytułowany po prostu Whitney Houston (1985), został najlepiej sprzedającym się albumem artystki w dziejach. Była pierwszą czarnoskórą artystką, która regularnie pojawiała się w MTV. Była pierwszą kobietą, która zadebiutowała na pierwszym miejscu na liście Billboard 200 i jej kolejnych siedem singli pojawiło się na pierwszym miejscu na liście Billboard Hot 100. W latach 90. wystąpiła w filmie Bodyguard, który odniósł duży sukces kasowy. Ścieżka dźwiękowa do tego filmu była najczęściej kupowanym soundtrackiem w dziejach, a singiel „I Will Always Love You” znalazł się na czwartym miejscu w zestawieniu najlepiej sprzedających się kobiecych singli w historii i zajął 16. miejsce na liście najlepiej sprzedających się singli na świecie w zestawieniu wszech czasów. Nakład wszystkich jej płyt sięgnął 200 milionów egzemplarzy. Recording Industry Association of America sklasyfikowało artystkę na czwartym miejscu najlepiej sprzedających się wokalistek w USA, gdzie łączna sprzedaż jej albumów przekroczyła 55 milionów egzemplarzy.
W 2008 magazyn „Billboard” umieścił ją na czwartym miejscu listy 100 najpopularniejszych artystów. Została także uznana przez magazyn „Rolling Stone” za jedną ze 100 najlepszych gwiazd muzyki wszech czasów. Według Księgi rekordów Guinnessa była najczęściej nagradzaną artystką muzyczną w dziejach. Z uwagi na swój „potężny, przeszywający pop-gospelowy głos” była nazywana „The Voice” (Głos).
Sukces Whitney Houston otworzył drzwi do kariery wielu innym ciemnoskórym wokalistkom, takim jak Beyoncé, Alicia Keys, Janet Jackson czy Anita Baker.

## Dzieciństwo i młodość
Urodziła się 9 sierpnia 1963 w niebezpiecznej dzielnicy Newark w stanie New Jersey, jako córka Johna Russella Houstona (1920–2003) i gospelowej piosenkarki Emily „Cissy” Houston z domu Drinkard (1933–2024). Miała dwóch braci, rodzonego Michaela i przyrodniego Gary’ego (z poprzedniego związku matki). Wychowywała się w utalentowanej muzycznie rodzinie baptystów. Jej kuzynkami były piosenkarki Dionne Warwick i Dee Dee Warwick, a matką chrzestną – Aretha Franklin. W dzieciństwie miała również kontakt z muzyką Chaki Khan, Gladys Knight i Roberty Flack, które wywarły na nią wpływ jako wokalistki. Przez bliskich była nazywana Nippy.  Matka Whitney wraz ze swoim zespołem Sweet Inspirations często jeździła w trasy koncertowe, m.in. z Elvisem Presleyem i Arethą Franklin, dlatego dziećmi zajmował się głównie ojciec. Kiedy była nastolatką, jej rodzice się rozwiedli.
W wieku 11 lat zaczęła iść w ślady matki i została solistką dziecięcego chóru gospel w baptystycznym Kościele Nowej Nadziei w Newark. Jej pierwszym solowym występem w kościele był psalm „Guide Me, O Thou Great Jehovah”.
W okresie szkolnym, ze względu na zbyt ciemną karnację, była szykanowana i odrzucana przez rówieśników. Z powodu swojego wyglądu była niepewna siebie. We wrześniu 1975 rozpoczęła naukę w katolickiej żeńskiej szkole Mount Saint Dominic Academy w Caldwell w New Jersey. W trakcie edukacji szkolnej pobierała lekcje śpiewu u matki. Po ukończeniu liceum nie kontynuowała edukacji, pragnąc skupić się wyłącznie na działalności muzycznej. Gdy miała 14 lat, po zamieszkach rasowych w Newark przeniosła się z rodziną do East Orange. W 1980 roku na wakacyjnym obozie poznała Robyn Crawford, która została jej asystentką, a ich współpraca trwała do 2000 roku.

## Kariera

### Początki
Od 1976 doskonaliła umiejętności wokalne jako członkini chórku swojej matki podczas jej występów w nocnych klubach w Nowym Jorku. W 1977 wzięła udział w nagraniu singla „Life’s a Party” zespołu Michael Zagera. Brała udział w trasach koncertowych Dionne Warwick, ucząc się fachu chórzystki. We wczesnych latach 80. rozpoczęła karierę modelki, podpisując kontrakt z agencją Click Model Management. Jej zdjęcia publikowano w magazynie „Vogue”, trafiła także na okładkę magazynu „Seventeen”. Wystąpiła też w kilku kampaniach reklamowych,  m.in. producenta płynu do płukania jamy ustnej Scope. Dzięki rekomendacji Dionne Warwick podpisała kontrakt z agencją menedżerską Tara Productions. Zaśpiewała balladę „Memories” na album pt. One Down (1982) grupy Material; Robert Christgau z czasopisma „The Village Voice” określił piosenkę jako „jedną z najwspanialszych ballad, które kiedykolwiek słyszał”.
Houston kontynuowała występy w klubie Sweetwater, gdzie wokalnie wspierała matkę. Jej talent dostrzegła m.in. Valerie Simpson z duetu Ashford and Simpson, która poleciła debiutującą piosenkarkę Quincy’emu Jonesowi, ten jednak nie był zainteresowany współpracą, ponieważ zatrudnił już Patti Austin. W 1983 przychylnie ocenił ją także Gerry Griffith z Arista Records, który przekonał Clive’a Davisa, kierownika wytwórni firmy, by podpisał z Houston kontrakt. Piosenkarka w tym samym czasie otrzymała ofertę również z Electra Records, jednak ostatecznie podpisała kontrakt z Aristą. W tym czasie wyprowadziła się z domu i zamieszkała w Iselin w New Jersey. W 1982 gościnnie nagrała partie wokalne do piosenki „Eternal Love” na album pt. Paul Jabara & Friends.
W czerwcu 1983 wystąpiła w programie telewizyjnym The Merv Griffin Show, w którym zaśpiewała utwór „Home” z musicalu The Wiz oraz, wraz z matką, mieszankę piosenek z musicalu Taking My Turn. Nagrała także piosenkę „Hold Me” w duecie z Teddym Pendergrassem. Z kolei nagrania jej debiutanckiego albumu przedłużały się m.in. z uwagi na fakt, że Davis miał wiele trudności ze znalezieniem odpowiedniego materiału dla piosenkarki. Producentem jej nagrań został Jermaine Jackson, z którym nagrała kilka duetów, m.in. „Me Like You Do”, którą zaśpiewali w duecie w telewizyjnej operze mydlanej As the World Turns. Nagrała także chórki do kilku piosenek z albumu pt. Send Me Your Love (1984) Kashifa, który został kolejnym jej producentem. Debiutancki materiał Houston wyprodukowali także Narada Michael Walden i Michael Masser.

### Lata 1985–1989
Od końca 1984 do połowy 1985 odbywała trasę promocyjną po USA i Europie wraz ze swoim ówczesnym menedżerem, Genem Harveyem. Wraz z wydaniem debiutanckiej płyty otworzyła własną firmę Nippy Inc. 14 lutego 1985 wydała album, zatytułowany po prostu Whitney Houston. Materiał z płyty zebrał przychylne recenzje; dziennik The New York Times opisał jako „imponującą, skromną muzyczną wizytówkę dla nadzwyczajnego talentu wokalnego”, a magazyn „Rolling Stone” wychwalał talent Houston, określając jej głos „jednym z najbardziej zaskakujących w ciągu ostatnich lat”. Nagrała także utwór „Stop the Madness” na potrzeby antynarkotykowego spotu w ramach kampanii społecznej „War on Drugs”. W tym okresie ponownie zmieniła miejsce zamieszkania, przeprowadziła się do apartamentu w Fort Lee w New Jersey. 28 października 1985 w nowojorskim Carnegie Hall zagrała swój pierwszy samodzielny koncert.
Po wydaniu pierwszego dance-funkowego singla „Someone for Me”, który nie odniósł powodzenia na amerykańskiej i brytyjskiej liście przebojów, płyta sprzedawała się skromnie. Sprzedaż wzrosła po sukcesie kolejnego singla, ballady „You Give Good Love”, która uplasowała się na trzecim miejscu listy Billboard Hot 100 oraz na pierwszym miejscu listy R&B. Następnie wydała jazzowo-popową ballada „Saving All My Love for You”, z którą dotarłą do pierwszego miejsca na listach przebojów w USA i Wielkiej Brytanii. W tym okresie występowała jako support podczas tras koncertowych Jeffreya Osborne’a i Luthera Vandrossa. Następnie wydała kolejne dwa single z płyty, „How Will I Know” i „Greatest Love of All” (cover piosenki George’a Bensona z 1977), które również dotarły do pierwszego miejsca amerykańskiej listy przebojów. Teledyski Houston były często emitowane w MTV, dzięki czemu została pierwszą afroamerykańską piosenkarką, która regularnie pojawiała się w stacji telewizyjnej. W 1986 debiutancka płyta dotarła na szczyt listy Billboard 200 i została tam przez kolejnych 14 tygodni. Album rozszedł się w nakładzie 13 mln egzemplarzy tylko w USA i był najczęściej kupowaną płytą debiutancką solowej artystki w historii muzyki.
Houston wyruszyła w swoją pierwszą trasę koncertową, The Greatest Love World Tour, która trwała od lipca do grudnia 1986 i obejmowała 35 występów w Stanach Zjednoczonych, a także koncerty w Europie, Japonii i Australii. Już w tym okresie regularnie popalała jointy i zażywała narkotyki. W 1986 była nominowana do trzech nagród Grammy: za album roku, najlepszy wokalny występ kobiecy R&B i najlepszy wokalny występ kobiecy pop. Mimo że debiutowała jako solistka, nie mogła być nominowana w kategorii najlepszy nowy artysta z powodu nagrań z Jacksonem i Pendergrassem z 1984. 25 lutego 1986 na gali rozdania nagród odebrała statuetkę za najlepszy wokalny występ kobiecy pop (za piosenkę „Saving All My Love for You”). Za wykonanie utworu podczas uroczystości otrzymała w 1987 Primetime Emmy Award w kategorii Award for Outstanding Individual Performance in a Variety or Music Program. Zdobyła także siedem American Music Awards i MTV Video Music Awards. Jej debiutancki album znajduje się na liście 500 albumów wszech czasów magazynu Rolling Stone oraz na liście The Rock & Roll Hall Of Fame’s Definitive 200 list. Pojawienie się Houston na scenie muzycznej zostało uznane za redakcję USA Today za jeden z 25 kamieni milowych w ciągu ostatnich 25 lat. W tym okresie kupiła za 2 mln dol. swój pierwszy dom w New Jersey.
W grudniu 1986 rozpoczęła pracę nad swoim drugim albumem, zatytułowanym po prostu Whitney, który nagrywała w Tarpan Studios w kalifornijskim San Rafael. Tak samo jak przy poprzednim albumie, nad płytą pracowali Masser, Kashif i Walden, a także Jellybean Benitez. Album wydała w czerwcu 1987. Wielu krytyków zarzucało jej zbyt duży rozstrzał gatunkowy w piosenkach oraz fakt dużego podobieństwa materiału między pierwszą a drugą płytą; magazyn Rolling Stone uznał, że „wąski kanał, przez który prowadzony jest ten talent, zawiedzie pokładane nadzieje”. Mimo to, stał się pierwszym albumem solowej artystki w historii, który zadebiutował na pierwszym miejscu na liście Billboard 200 w USA i w Wielkiej Brytanii, a jednocześnie będąc na szczycie list w kilku innych krajach na całym świecie. Pierwsze cztery single z płyty, czyli „I Wanna Dance with Somebody (Who Loves Me)”, „Didn't We Almost Have It All”, „So Emotional” i „Where Do Broken Hearts Go”, dotarły do pierwszego miejsca listy Billboard Hot 100, dzięki temu Houston odnotowała w sumie siedem kolejnych singli będących pierwszymi na liście przebojów, czym pobiła rekord sześciu takich singli ustanowiony przez The Beatles i Elvisa Presleya. Piąty i ostatni singiel z tej płyty, „Love Will Save the Day” również pojawił się w pierwszej dziesiątce Hot 100. Jednak w odróżnieniu od poprzedniego albumu, żaden utwór nie dostał się na listę R&B Charts. Whitney otrzymała dziewięciokrotnie status płyty platynowej sprzedając się w nakładzie 20 mln egzemplarzy na całym świecie.
Od lipca 1987 do listopada 1988 odbyła ogólnoświatową trasę koncertową The Moment of Truth, która obejmowała 61 występów w USA, Europie, Japonii, Australii i Hongkongu. W trakcie trasy zagrała koncert wpisany na listę jednych z największych koncertów 1987. Było to jednocześnie najbardziej kasowe kobiece tournée w 1987. Na rozdaniu nagród Grammy w 1988 była nominowana w trzech kategoriach, a wygrała w jednej – Best Female Pop Vocal Performance za utwór „I Wanna Dance with Somebody (Who Loves Me)”, który wykonała na żywo na otwarcie gali. W tym samym roku nagrała piosenkę dla stacji NBC na Letnie Igrzyska Olimpijskie 1988, „One Moment in Time”, który znalazł się na piątej pozycji listy w USA, a także na pierwszym miejscu w Wielkiej Brytanii i Niemczech.
Dzięki sukcesowi jej dwóch pierwszych albumów stała się międzynarodową gwiazdą. Wielu ciemnoskórych krytyków uznało jednak, że jej płyty tak dobrze się sprzedawały, a piosenki były tak często grane w radiach, bo muzyka Houston jest „zbyt biała”. Niektórzy zauważyli „brak duszy” w nagraniach studyjnych. W 1989 na rozdaniu nagród Soul Train Music Awards, kiedy wywołano nazwisko Whitney po ogłoszeniu nominacji w kategorii najlepszy kobiecy singiel R&B/Urban Contemporary, publiczność ją wygwizdała. Houston na tę krytykę odpowiedziała: Jeśli zamierzasz mieć długą karierę, to jest na to sposób i ja właśnie tę drogę realizuję. Nie wstydzę się tego.

### Lata 90.

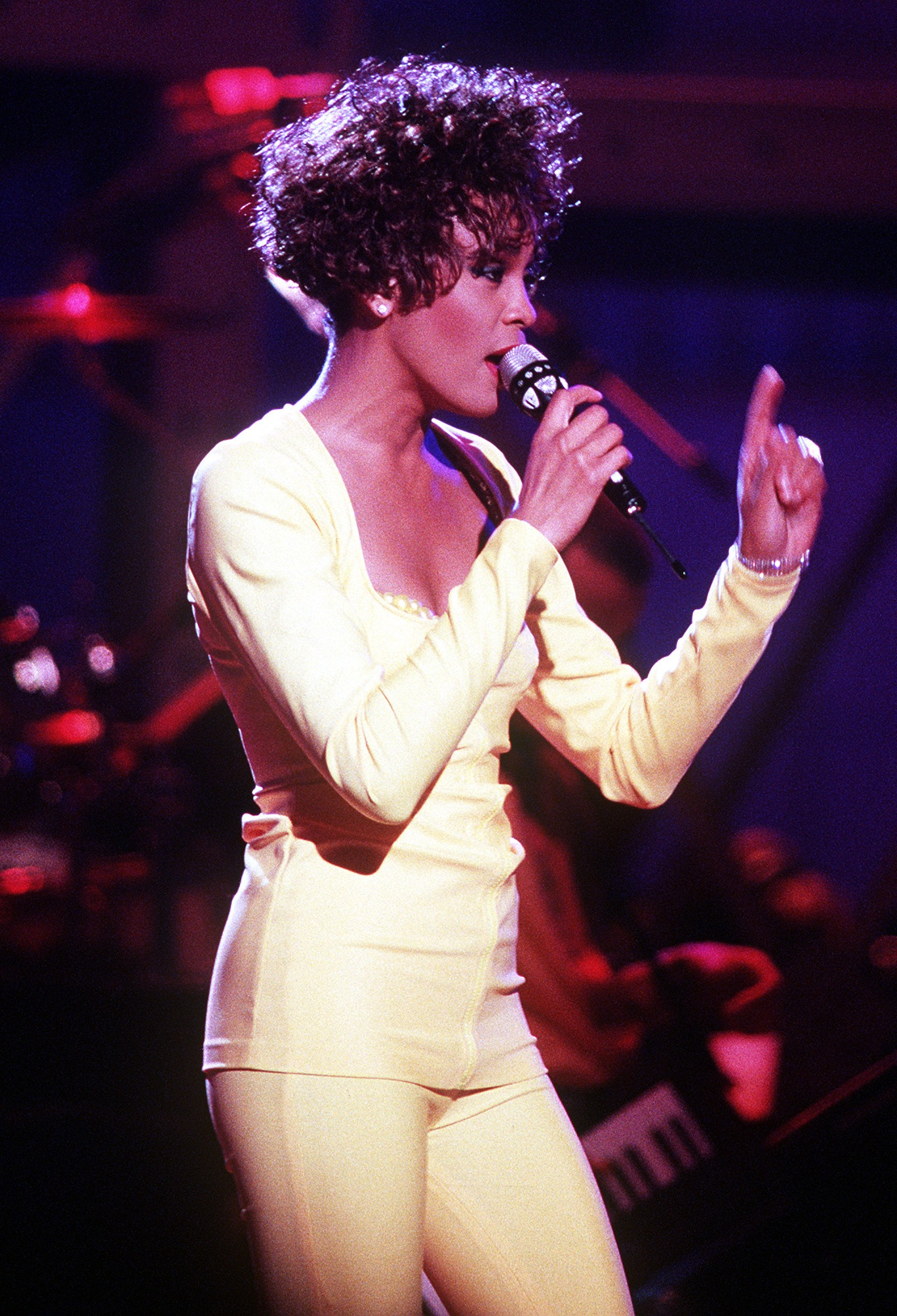
Houston podczas koncertu „Welcome Home Heroes with Whitney Houston” (1991)

Zrażona krytyką ze strony czarnoskórych wykonawców, przy nagrywaniu trzeciej płyty chciała oddać hołd niebiałym słuchaczom. Sesje nagraniowe rozpoczęła na początku 1990. Tym razem miała większą kontrolę nad kształtem płyty, wybierając producentów (Babyface’a, Antonio Reida, Luthera Vandrossa i Stevie Wondera) i uczestnicząc w produkcji. W listopadzie 1990 wydała album pt. I’m Your Baby Tonight, na którym pokazała swoją wszechstronność i udowodniła, że potrafi poradzić sobie z trudnymi rytmami, wzruszającymi balladami i przyśpieszającymi utworami tanecznymi. Recenzje były zróżnicowane: magazyn Rolling Stone opisał album jako „spójny i najlepszy album roku”, podczas gdy Entertainment Weekly opisał zmianę stylu muzycznego Whitney na „powierzchowną”. Płyta uplasowała się na trzecim miejscu na liście Billboard 200 i otrzymała status czterokrotnej platyny w USA, sprzedając się w nakładzie 10 mln egzemplarzy. Pierwsze dwa single – „I’m Your Baby Tonight” i „All The Man That I Need” – zajęły pierwsze miejsce na liście pop i R&B, a kolejne dwa single – „Miracle” i „My Name Is Not Susan” – zajęły odpowiednio dziewiąte i dwunaste miejsce. Piąty singiel, „I Belong to You”, znalazł się na szczycie listy Top 10 R&B Charts, a utwór „We Didn’t Know” (nagrany w duecie ze Steviem Wonderem) dotarł do R&B Top 20, mimo że nie był kolejnym singlem.
W styczniu 1991 wykonała amerykański hymn narodowy podczas 25. finału Super Bowl w Tampie. Po wydarzeniu wydała swoją interpretację „Gwiaździstego sztandaru” na singlu, a dochód z jego sprzedaży przekazała na rzecz Czerwonego Krzyża. W tym samym roku odbyła międzynarodową trasę koncertową I’m Your Baby Tonight World Tour, która w głosowaniu w magazynie Rolling Stone została okrzyknięta „najgorszym tournée roku”. 31 marca 1991 zagrała koncert telewizyjny, który był emitowany na żywo z hangaru samolotowego w bazie lotniczej Marynarki Wojennej w Norfolk.
W listopadzie 1992 zadebiutowała na dużym ekranie u boku Kevina Costnera w filmie Bodyguard. Wcześniej kilkukrotnie odmawiała roli w filmie, tłumacząc decyzję niechęcią do robienia kariery aktorskiej. Ostatecznie przyjęła ofertę Costnera i nie tylko zagrała główną rolę kobiecą, ale również nagrała sześć piosenek na potrzeby ścieżki dźwiękowej. Film odniósł ogromny sukces kasowy, podobnie jak album ze ścieżką dźwiękową. Główną piosenką z filmu został cover utworu Dolly Parton „I Will Always Love You” w wykonaniu Houston. Niektórzy, m.in. David Foster, byli sceptyczni co do sukcesu tej piosenki w mediach ze względu na jej wolny, 24-sekundowy wstęp a cappella (którego pomysłodawcą był Costner). Utwór, wydany również jako singiel Houston, ostatecznie stał się międzynarodowym hitem i największym przebojem w karierze Houston – w niemal co drugim kraju utwór uplasował się na pierwszym miejscu list przebojów, włączając w to m.in. Niemcy, Francję, Australię i Wielką Brytanię, a w USA utrzymywał się na pierwszym miejscu listy Billboard Hot 100 przez 14 tygodni. Singiel rozszedł się w nakładzie około 10 mln egzemplarzy na całym świecie, stając się tym samym najlepiej sprzedającym się singlem solowej artystki. Kolejne single ze ścieżki dźwiękowej – „I’m Every Woman” (cover piosenki Chaki Khan) i „I Have Nothing” – zajęły miejsca w pierwszej piątce listy przebojów. Płyta ze ścieżką dźwiękową z filmu przez kolejnych 12 tygodni utrzymywała się na pierwszym miejscu listy przebojów, a także uzyskała status 17-krotnej platyny w Stanach Zjednoczonych i osiągnęła światowy dochód w wysokości 42 mln dolarów, zostając tym samym najlepiej sprzedającym się soundtrackiem w dziejach. Magazyn Entertainment Weekly określił dwa covery z tej płyty jako „artystycznie satysfakcjonujące i nietuzinkowe przeboje”, podczas gdy reszta jest „typowa”, a Rolling Stone stwierdził, że jest to płyta „tylko przyjemna, elegancka i grzeczna”. Houston zdobyła za Bodyguarda trzy nagrody Grammy (w tym za album roku i nagranie roku) oraz szereg innych nagród, m.in. nagrodę Sammy’ego Davisa juniora dla artystki roku, Soul Train Music Award, po pięć NAACP Image Awards i World Music Awards, osiem American Music Awards i 11 Billboard Music Awards.
W lipcu 1993 rozpoczęła światową trasę koncertową The Bodyguard World Tour, która trwała do 1994. W grudniu 1995 wyprodukowała z Babyface’em ścieżkę dźwiękową do filmu Czekając na miłość, w którym zagrała także postać producentki telewizyjnej Savannah. Babyface początkowo chciał, by Houston sama wyprodukowała tę płytę, jednak ona odmówiła, za to „chciała, żeby album wyróżniał się kobiecym wokalem”, tak, aby był zgodny z przesłaniem filmu silnych kobiet. W rezultacie znalazły się na nim utwory wielu współczesnych artystek R&B, m.in. Arethy Franklin, Toni Braxton, Brandy i Mary J. Blige, a Houston na płycie umieściła trzy swoje piosenki, w tym „Exhale (Shoop Shoop)”. Po zdobyciu pierwszego miejsca listy Billboard Hot 100 piosenka spadła na drugie miejsce i tam pozostała przez 11 tygodni. Pozostałe dwie piosenki to uplasowany w pierwszej dziesiątce utwór „Count on Me” (nagrany w duecie z CeCe Winans) i „Why Does It Hurt So Bad”, który dotarł do pierwszej „30” listy przebojów. Album zajął pierwsze miejsce na liście, otrzymał status siedmiokrotnej platyny w Ameryce i sprzedał się w nakładzie 13 mln egzemplarzy. Płyta została umieszczona na liście 100 Best Movie Soundtracks, a gazeta Newsday ogłosiła ją jako „najbardziej znaczącą płytą R&B tej dekady”.
Pod koniec 1996 nagrała i wyprodukowała razem z Mervynen Warrenen gospelową ścieżkę dźwiękową do filmu Żona pastora, w którym również zagrała pierwszoplanową rolę. W przeciwieństwie do poprzednich ścieżek dźwiękowych Houston, ten zawierał aż 14 z 15 utworów, w których artystka śpiewa, wliczając w to współpracę z Shirley Caesar. Soundtrack zadebiutował na pierwszym miejscu listy sprzedaży płyt gospelowych i pozostał na szczycie przez 26 tygodni, a także rozszedł się w nakładzie 6 mln egzemplarzy na całym świecie, stając się najchętniej kupowanym albumem gospelowym w historii. W czasopiśmie USA Today napisano, że „w tym albumie można zauważyć obecność emocjonalnej głębi, czego nie można powiedzieć o wcześniejszych płytach Whitney”. W maju 1997 odbyła trasę koncertową The Pacific Rim Tour.
Po pracy w branży filmowej we wczesnych latach 90. i wydaniu kilku ścieżek dźwiękowych wydała kolejny album studyjny. Wydana w listopadzie 1998 płyta My Love Is Your Love została dobrze przyjęta przez krytyków. Album, nagrywany początkowo jako największe przeboje Houston jedynie z kilkoma nowymi piosenkami, zawierał wyłącznie premierowy materiał na płytę długogrającą. Nagrany i zmiksowany jedynie w ok. siedem tygodni album zawiera produkcje m.in. Rodneya Jerkinsa, Wyclef Jeana czy Missy Elliott. Brzmienie płyty jest ostrzejsze niż na poprzednich albumach Houston i pokazuje, jak artystka radzi sobie z muzyką hip-hopową, reggae i R&B. Pierwszym singlem został duet „When You Believe” z Mariah Carey, który powstał na potrzeby ścieżki dźwiękowej do filmu Książę Egiptu. Choć piosenka dotarła do jedynie 13. miejsca na liście przebojów w USA, przyniosła artystkom Oscara. Pozostałymi singlami z płyty były: „Heartbreak Hotel” (nagrany z Faith Evans i Kelly Price), „My Love Is Your Love” i „It's Not Right but It's Okay”, za który Houston otrzymała nagrodę Grammy. Wszystkie trzy utwory dotarły do pierwszego miejsca na amerykańskiej liście Dance/Clubplay Chart. Płyta otrzymała status czterokrotnej platyny w USA z liczbą sprzedanych kopii 10 mln. Houston otrzymała za ten album najlepsze recenzje ze wszystkich dotychczasowych; The Village Voice nazwał jej głos „najostrzejszym i najbardziej zadowalającym do tej pory”.
W 1999 uczestniczyła w koncercie VH1. 22 czerwca tego samego roku występem w Arie Crown Theater w Chicago rozpoczęła ogólnoświatową trasę koncertową My Love Is Your Love, w ramach której 22 sierpnia dała recital w Operze Leśnej podczas Sopot Festivalu; jedną z piosenek zaśpiewała z córką, wówczas sześcioletnią Bobbi Kristiną Brown. Latem 1999 wystąpiła jako gość muzyczny podczas 13. edycji Lesbian and Gay Pride Dance w Nowym Jorku, a pod koniec roku udzieliła wywiadu miesięcznikowi społeczności LGBT „Out”.

### Lata 2000.

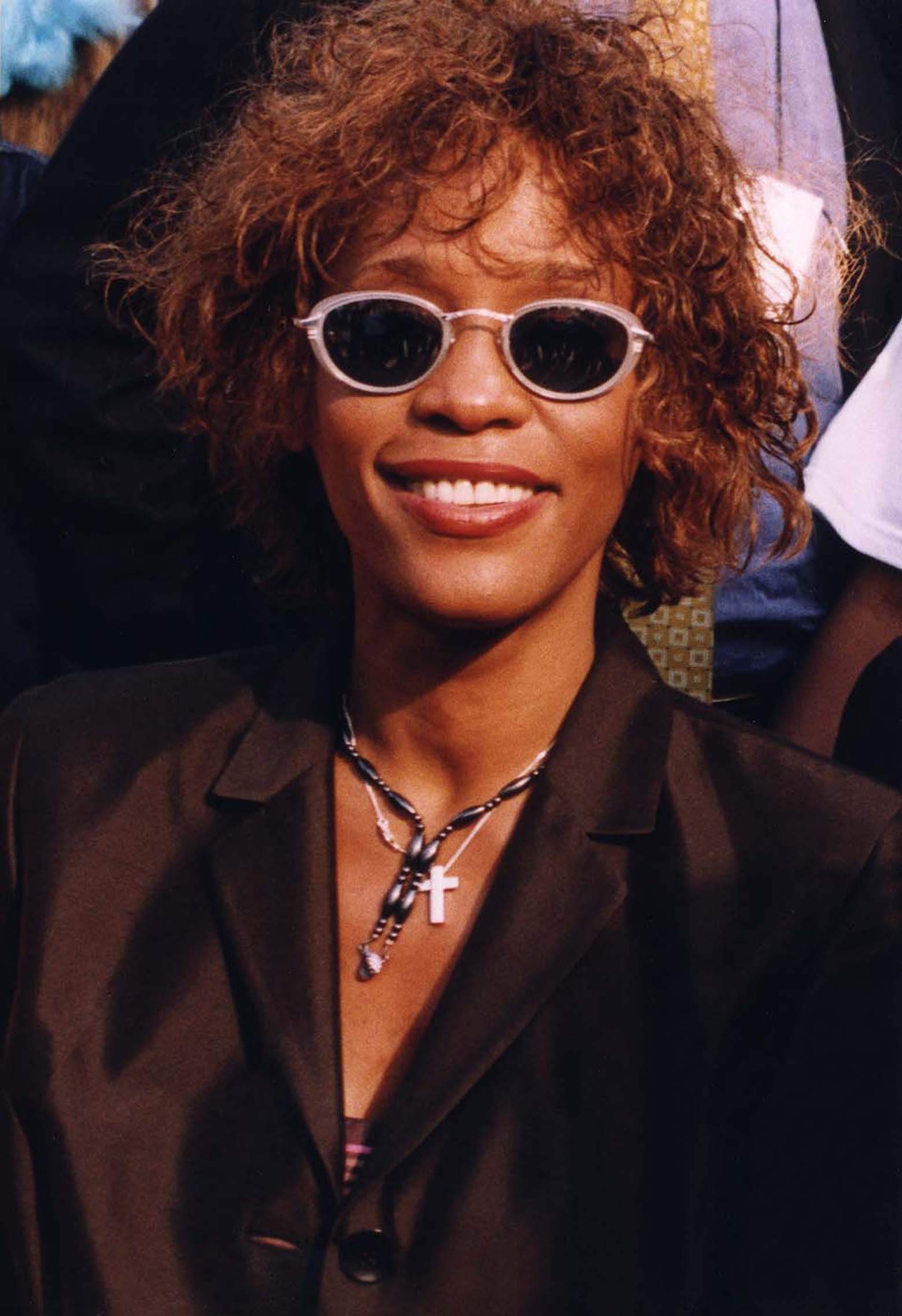
Houston (2000)

W lutym 2000 wystąpiła na 42. gali wręczenia nagród Grammy, na której odebrała statuetkę za najlepszy wokalny występ kobiecy R&B (za piosenkę „It’s Not Right But It’s Okay”). W kwietniu wydała album pt. Whitney: The Greatest Hits, z którym dotarła do piątego miejsca liście Billboard Top 200 i do pierwszego miejsca na liście sprzedaży w Wielkiej Brytanii. Album wyróżnia zmiana tempa większości znanych piosenek Houston (podczas gdy ballady zostały w oryginalnym wykonaniu), przez co płyta ma charakter muzyki klubowej i house. Płyta zawiera również cztery premierowe utwory: „Could I Have This Kiss Forever” (duet z Enrique Iglesiasem), „Same Script, Different Cast” (z Deborah Cox), „If I Told You That” (z George’em Michaelem) i „Fine”, żadnemu jednak z tych utworów nie udało się przekroczyć 40. miejsca na liście Billboard. Wraz z albumem zostało wydane nagranie DVD z teledyskami największych przebojów Whitney. Houston za Whitney: The Greatest Hits odebrała ceryfikat potrójnej platynowej płyty w USA za sprzedaż w nakładzie ponad 1,5 mln egzemplarzy w USA. W tym samym wystąpiła w programie telewizyjnym z okazji 25-lecia wytwórni Arista Records.
W sierpniu 2001 przedłużyła współpracę z wytwórnią Arista/BMG, podpisując największy w historii muzyki, wart 100 mln dol., kontrakt, w którym zobowiązała się do wydania kolejnych sześciu nowych albumów. W następnym miesiącu wystąpiła na gali z okazji 30-lecia działalności muzycznej Michaela Jacksona, śpiewając jego utwór „Wanna Be Startin’ Somethin’” z Usherem i Mýą. W grudniu 2002 wydała album pt. Just Whitney…, który zawierał produkcje jej ówczesnego męża, Bobby’ego Browna, jak i Missy Elliott oraz Babyface’a. Był to zarazem jej pierwszy album nagrany bez współpracy z Clive’em Davisem. Płyta otrzymała najgorsze recenzje ze wszystkich dotychczasowych wydań Houston. Rolling Stone napisał, że album „pokazuje jedynie artystę, który na próżno próbuje sięgnąć po przyszłość, jaką Whitney mogła kiedyś mieć”, a magazyn The San Francisco Chronicle stwierdził, że na albumie „widać oznaki życia, ale nie dość silne by oznajmić wskrzeszenie”. Album zadebiutował na dziewiątym miejscu listy Billboard 200, sprzedając w pierwszym tygodniu najwięcej kopii ze wszystkich jej dotychczasowych płyt. Mimo to uzyskał status platynowej płyty w USA. Jednak żadnemu z singli – „Whatchulookinat”, „One of Those Days” i „Try It on My Own” – nie udało się wejść do pierwszej „40” listy przebojów Hot 100, płyta szybko spadła również z zestawienia Billboard Top 200.
Pod koniec 2003 wydała z okazji świąt Bożego Narodzenia wydawnictwo pt. One Wish: The Holiday Album, które wyprodukowała przy współpracy z Gorden Chambers i Mervyn Warren. Niektórzy, jak Slant Magazine, zauważyli zanik jej głosu na płycie, a The New York Times stwierdził, że materiał jest „wystarczający, by wybaczyć Whitney jej postępowanie z córką” Singiel „One Wish (for Christmas)” znalazł się w Top 20 na Adult Contemporary Chart z liczbą sprzedanych egzemplarzy ok. 400 tysięcy w USA. Był to jej najsłabszy album pod względem sprzedanych płyt, a w dodatku stał się pierwszą płytą, która nie uzyskała statusu złotej. W 2004 wzięła udział w międzynarodowej trasie koncertowej Soul Divas Tour z Natalie Cole i z Dionne Warwick w Europie, a następnie wyruszyła w solową trasę obejmującą Bliski Wschód, Rosję i Azję. We wrześniu 2004 wystąpiła na gali rozdania World Music Awards, na której otrzymała owacje na stojąco i oznajmiła, że zamierza nagrać kolejny studyjny album. Jednakże żadne dalsze plany nie zostały ujawnione, a płyta nigdy nie została wydana.
Zaczęła odzyskiwać dawną sławę, biorąc udział w różnych ważnych wydarzeniach muzycznych. Nagrała piosenkę „Family First” z Dionne Warwick i Cissy Houston do filmu Moje córki. W marcu 2007 Clive Davis oznajmił, że Houston pracuje nad jej pierwszym od czterech lat studyjnym albumem. Chociaż data premiery i tytuł płyty nie była jeszcze znana, ujawniono, że znajdą się na niej m.in. produkcje will.i.ama, Ne-Yo, R. Kelly'ego i Johna Legenda. W międzyczasie wytwórnia Arista wydała kompilację pt. The Ultimate Collection Whitney Houston, która jako pierwsza zawierała wszystkie single i przeboje Houston na jednym krążku. Płyta zadebiutowała na piątym miejscu w Wielkiej Brytanii z ogólną sprzedażą 37 228 egzemplarzy i ostatecznie uplasowała się w brytyjskim zestawieniu na trzecim miejscu.

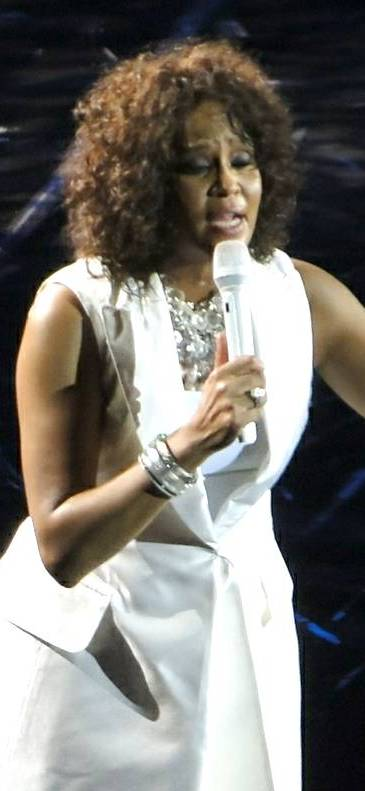
Houston podczas trasy koncertowej „Nothing But Love” w londyńskiej O2 Arena (2010)

W grudniu 2007 przyjechała do Kuala Lumpur, gdzie jej występ został pozytywnie oceniony. Clive Davis ogłosił później, że nowy album Houston zostanie wydany po okresie wakacyjnym. W maju 2008 artystka wzięła udział w festiwalu w Maroku, gdzie spotkała się z pozytywnym przyjęciem. W lipcu 2008 do internetu wyciekła jej nowa piosenka „Like I Never Left” wyprodukowana przez Akona, którego także można usłyszeć w piosence. Muzyk zapewnił, że nagranie nie jest finałową wersją utworu i zaprzeczył pogłoskom, że jest to kolejny singiel Houston. W kwietniu 2009 pojawił się w sieci tytuł pierwszego singla – „I Didn’t Know My Own Strength”, jednak zdecydowano, że utwór ten nie zostanie wydany jako singel promujący album. Album pt. I Look to You ostatecznie ukazał się w sprzedaży 1 września 2009, spotkał się z dobrym przyjęciem krytyków i fanów oraz odniósł sukces komercyjny, rozchodząc się w nakładzie wynoszącym ok. 2,5 mln egzemplarzy. Album promowany był przez single: „Million Dollar Bill” oraz I Look to You, które dotarły do czołówek list przebojów w wielu krajach. Album I Look To You zadebiutował na pierwszym miejscu amerykańskiej listy sprzedaży Billboard 200 z tygodniową sprzedażą wynoszącą 305 tys. egzemplarzy. We wrześniu 2009 udzieliła pierwszego od siedmiu lat wywiadu w programie dziennikarki Oprah Winfrey. Został on okrzyknięty „najbardziej oczekiwanym wywiadem gwiazdy muzycznej dekady”. Opowiedziała w nim m.in. o przerwie w karierze muzycznej oraz o używaniu narkotyków w czasie jej związku z Bobbym Brownem. W ramach promocji albumu wystąpiła w kilku europejskich telewizjach, dając występy w popularnych programach telewizyjnych. Mimo słabych recenzji brytyjskich krytyków, singiel „I Look to You” wówczas awansował na piąte miejsce listy najpopularniejszych singli w Wielkiej Brytanii, gdzie album po trzech tygodniach od wydania uzyskał status złotej płyty za sprzedaż ponad 100 tys. egzemplarzy. Została także nagrodzona złotą płytą za sprzedaż ponad 50 tys. egzemplarzy albumu I Look to You we Włoszech. W listopadzie 2009 zaśpiewała piosenkę „I Didn’t Know My Own Strength” na gali American Music Awards 2009 w Los Angeles, za co zebrała najlepsze recenzje spośród wszystkich zaprezentowanych podczas gali. W grudniu 2009 RIAA nadała albumowi I Look to You status platynowej płyty za sprzedaż ponad miliona egzemplarzy płyty w Stanach Zjednoczonych. Płyta nie otrzymała jednakże żadnej nominacji do nagrody Grammy.

### Lata 2010–2012
Od 9 grudnia 2009 do 17 czerwca 2010 odbywała światową trasę koncertową Nothing But Love Tour, która była jej wielkim powrotem na scenę. W ramach trasy zagrała 50 koncertów w Azji, Europie i Australii. Zebrała za nią dużo słabych recenzji, co wywołało pytania, czy wciąż powinna występować.
26 stycznia 2010 wydała wydawnictwo pt. Whitney Houston – The Deluxe Anniversary Edition z okazji 25. rocznicy ukazania się jej debiutanckiego albumu. Otrzymała nagrodę NAACP Image za najlepszy teledysk (za wideoklip do „I Look to You”), była również nominowana do nagrody dla najlepszej wokalistki. Ponadto otrzymała nagrodę BET Honors za 25-letnią aktywność na scenie muzycznej oraz była nominowana nagrody Echo Awards dla najlepszego artysty międzynarodowego. W kwietniu 2010 brytyjska gazeta The Mirror ogłosiła, że Houston myśli o nagraniu swojego ósmego studyjnego albumu. Artystka podjęła ponowną współpracę z will.i.amem. W 2012 zagrała jedną z głównych ról w filmie Sparkle, remake’u hitu z 1976, a na potrzeby filmu nagrała gospelowy cover „His Eye Is on the Sparrow”. Ostatni raz zaśpiewała 9 lutego 2012 utwór „Yes Jesus Loves Me”.

## Życie prywatne

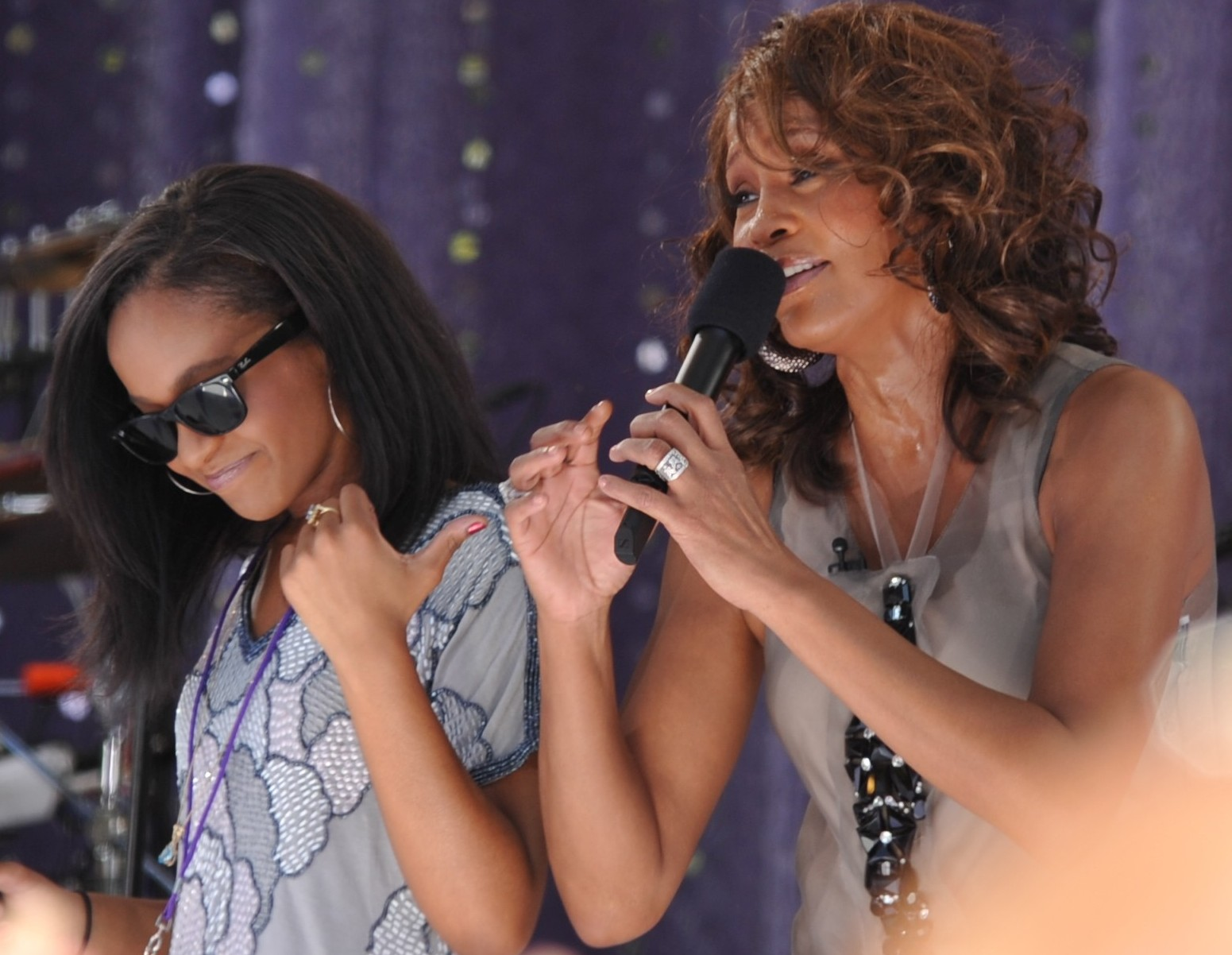
Whitney Houston z córką Bobbi Kristiną Brown w 2009

W latach 80. spotykała się z Craigiem Evanem Shemwellem, synem Sylvii Shemwell z zespołu Sweet Inspirations. W 2019 roku Robyn Crawford – wieloletnia asystentka artystki – w swojej książce „A Song For You: My Life with Whitney Houston” wyznała, że była w związku z piosenkarką. Houston następnie nawiązała romans z producentem muzycznym i wokalistą Jermaine Jacksonem.
18 lipca 1992 wyszła za tancerza i wokalistę Bobby’ego Browna, z którym rozwiodła się w 2006. W ich związku dochodziło do częstych aktów przemocy ze strony Browna. Mieli córkę Bobbi Kristinę (1993–2015), która 31 stycznia 2015 została przewieziona do szpitala i wprowadzona w stan śpiączki farmakologicznej po tym, jak została znaleziona nieprzytomna w wannie. 26 lipca 2015 została odłączona od aparatury podtrzymującej życie w Peachtree Christian Hospice w Duluth w stanie Georgia, a 3 sierpnia pochowana obok swojej matki na cmentarzu w stanie New Jersey.

## Śmierć

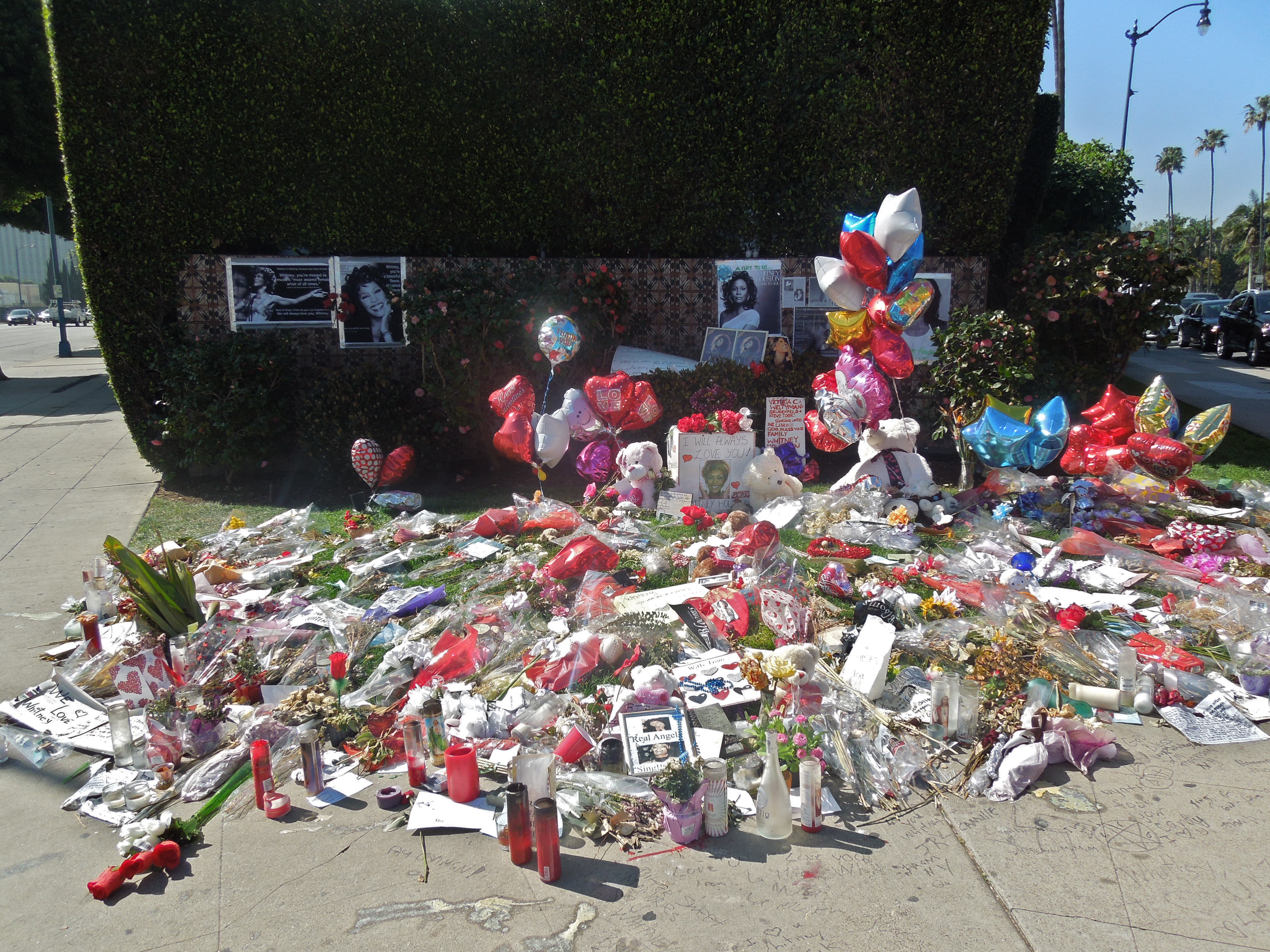
Kwiaty składane na wieść o śmierci w pobliżu hotelu Beverly Hilton

Zmarła 11 lutego 2012 w Beverly Hills ok. 16:00 czasu lokalnego w wannie swojego pokoju w hotelu The Beverly Hilton. Mimo reanimacji nie udało się jej uratować. Początkowo spekulowano, że przyczyną śmierci piosenkarki było przedawkowanie leków przeciwdepresyjnych, alkoholu oraz narkotyków. Wykluczano utonięcie, co miało znajdować potwierdzenie w wyniku sekcji zwłok. 22 marca 2012 rzecznik biura koronera w Los Angeles Craig Harvey poinformował jednak ostatecznie, że Houston „zmarła wskutek przypadkowego utonięcia, lecz ciągłe zażywanie kokainy i problemy z sercem znacząco przyczyniły się do jej śmierci”. Oświadczył też, że testy toksykologiczne wykazały w ciele zmarłej ślady kokainy, marihuany, leku przeciwlękowego, środka zwiotczającego mięśnie i antyhistaminę. Zażycie kokainy było znaczącym czynnikiem, który przyczynił się do utonięcia.
Uroczystość pogrzebowa odbyła się 18 lutego 2012 w Baptystycznym Kościele Nowej Nadziei w Newark. Podczas ceremonii zaśpiewali BeBe, CeCe i Carvin Winansowie, Alicia Keys i Stevie Wonder, a na koniec odtworzono fragment a cappella przeboju „I Will Always Love You”. Aktor Kevin Costner w mowie pogrzebowej powiedział: Whitney jest już w domu.

## Dyskografia

### Albumy studyjne
- 1985: Whitney Houston
- 1987: Whitney
- 1990: I’m Your Baby Tonight
- 1998: My Love Is Your Love
- 2002: Just Whitney…
- 2003: One Wish: The Holiday Album
- 2009: I Look to You

### Ścieżki dźwiękowe
- 1992: The Bodyguard
- 1995: Czekając na miłość
- 1996: Żona pastora

### Wideo/DVD
- 1986: Number One Video Hits
- 1991: Star Spangled Banner
- 1991: Welcome Home Heroes
- 1994: Concert for a New South Africa
- 1997: Classic Whitney Concert
- 1999: VH1 Divas Live '99
- 2000: The Greatest Hits
- 2000: Fine
- 2002: Whatchulookinat Video/Whatchulookinat Behind-the-Scenes Footage/Love to Infinity Megamix Video
- 2004: Artist Collection: Whitney Houston

## Trasy koncertowe
Światowe trasy koncertowe
- 1986: Greatest Love Tour
- 1987–1988: Moment of Truth World Tour
- 1991: I’m Your Baby Tonight World Tour
- 1993–1994: Whitney Houston 1993-1994 World Tour / The Bodyguard World Tour
- 1999: My Love Is Your Love World Tour
- 2009–2010: Nothing But Love World Tour

Regionalne trasy koncertowe
- 1990: Feels So Right Tour
- 1997: The Pacific Rim Tour
- 1998: The European Tour
- 2004: Soul Divas Tour

Występy specjalne
- 1991: Welcome Home Heroes with Whitney Houston
- 1994: Whitney: The Concert for a New South Africa
- 1996: Brunei: Royal Celebration Wedding – prywatny koncert, na ślub księżniczki Rashidah, najstarszej córki sułtana Brunei.
- 1997: Classic Whitney Live from Washington, D.C.

## Filmografia
| Rok  | Tytuł              | Rola             | Inne                                 |
| ---- | ------------------ | ---------------- | ------------------------------------ |
| 1984 | Gimme a Break!     | Rita             | „Katie’s College” (sezon 3, odc. 20) |
| 1992 | Bodyguard          | Rachel Marron    | Główna rola                          |
| 1995 | Czekając na miłość | Savannah Jackson | Główna rola                          |
| 1996 | Żona pastora       | Julia Biggs      | Główna rola                          |
| 1997 | Kopciuszek         | Dobra Wróżka     | Dobra Wróżka                         |
| 2012 | Sparkle            | Emma             | Główna rola                          |

Jako producentka
| Rok  | Tytuł                                         | Inne                 |
| ---- | --------------------------------------------- | -------------------- |
| 1997 | Kopciuszek                                    | producent wykonawczy |
| 2001 | Pamiętnik księżniczki                         | producent            |
| 2003 | Dziewczyny Cheetah                            | producent wykonawczy |
| 2004 | Pamiętnik Księżniczki 2: Królewskie zaręczyny | producent            |
| 2006 | Dziewczyny Cheetah 2                          | producent wykonawczy |

## Upamiętnienie
- 2018 – film dokumentalny Whitney[144].